# Hausbreitenbach
Hausbreitenbach ist ein Ortsteil der Stadt Werra-Suhl-Tal im Wartburgkreis in Thüringen. Bereits am 1. Juli 1946 war Hausbreitenbach nach Herda eingemeindet worden.

## Geografie
Hausbreitenbach liegt 2 km östlich vom Verwaltungssitz Berka/Werra entfernt am Unterlauf der Suhl. Die geographische Höhe des Ortes beträgt 215 m ü. NN.

## Geschichte
Bodenfunde beim Sand- und Kiesabbau am Eichelberg und unweit der Werraaue belegen die frühgeschichtliche Besiedlung der Flur.
Die Wasserburg Breitenbach war Ursprung des Ortes Hausbreitenbach und seit dem Hochmittelalter der Verwaltungssitz des zum Kloster Hersfeld gehörenden Amtes Hausbreitenbach. Die Wohnsitze der Burgmannen lagen dicht südlich der Wasserburg Hausbreitenbach an der heutigen Hauptstraße. Aus der Kirchenchronik von Fernbreitenbach ist ein Ort Oberbreitenbach als Wüstung bekannt, der sich an der Fernbreitenbacher Flurgrenze befunden hat.
Mit dem Abt von Hersfeld schlossen die thüringischen Landgrafen 1354 einen Vertrag, dem zufolge das Haus und Amt zu Breitenbach mit dem Dorf Berka gemeinschaftlich verwaltet wurde. Der thüringische, später sächsische Amtmann hatte seinen Sitz in Hausbreitenbach, später Gerstungen, der hersfeldische wohnte in Berka/Werra.
Im 16. Jahrhundert war die Region um Herda ein Zentrum der Täuferbewegung. Als Anführer dieser Bewegung wurde der freie Bauer Fritz Erbe gefangen genommen und zunächst in der Wasserburg Hausbreitenbach eingekerkert, dann nach Eisenach überstellt, wo er abgeurteilt wurde und später im Kerker der Wartburg verstarb.
Von C. Kronfeld wurden 1879 landeskundliche und statistischen Angaben zum Ort publiziert: Hausbreitenbach ist ein Dorf mit 16 Wohnhäusern und 88 Einwohnern. Die Gesamtfläche des Dorfes beträgt 220,63 ha, davon entfallen auf Hofstellen und Gärten 5,94 ha, Wiesen 21,4 ha, Ackerland 163,7 ha, Wald 3,5 ha, Teiche, Bäche und Flüsse 1,7 ha, Wege, Triften und Obstgehölze 24,1 ha. Der Viehbestand umfasst 19 Pferde, 97 Rinder, 367 Schafe, 31 Schweine und 7 Ziegen.

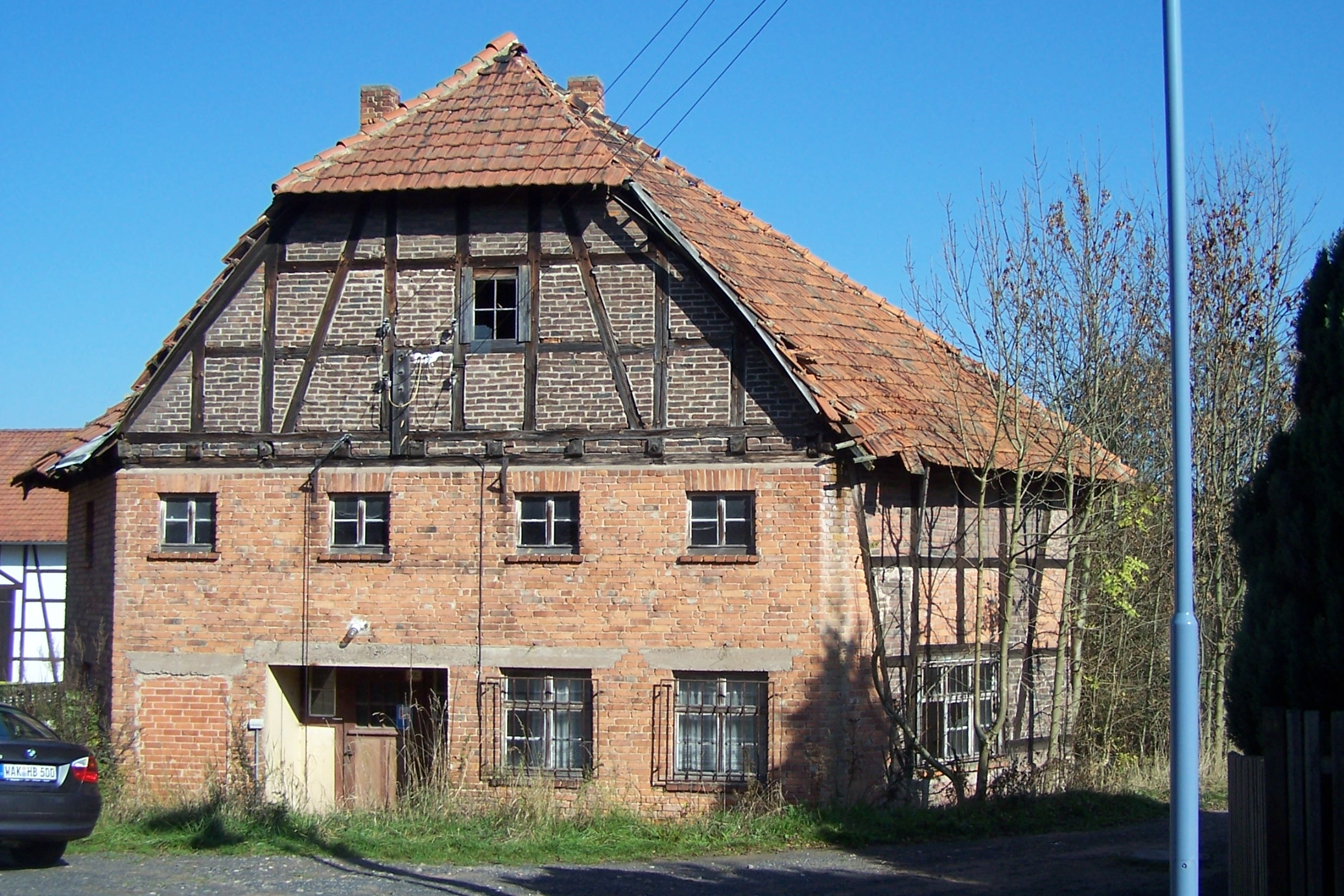
Abgewirtschaftete Gebäude des ehemaligen Gutshofes in Hausbreitenbach

Das Rittergut am nördlichen Ortsrand war einer der größten Landwirtschaftsbetriebe im Raum Berka/Werra. Vom verstaatlichten Gut sind noch einige Nebengebäude erhalten geblieben.
Hausbreitenbach lag nach dem Zweiten Weltkrieg im Grenzgebiet zu Hessen, die 1954 vollzogene Kreis- und Gebietsreform führte zum Zusammenschluss mit dem Nachbarort Herda zu Herda-Hausbreitenbach. Die enge Bindung zu Herda besteht bis heute, inzwischen sind die beiden Ortsteile durch Neubauten enger zusammengerückt. 
Durch die Thüringer Verordnung vom 16. Februar 1994 erfolgte die Auflösung der Gemeinden Fernbreitenbach, Gospenroda, Herda, Horschlitt und Vitzeroda und ihre Eingliederung in die Stadt Berka/Werra. Diese ging zum 1. Januar 2019 in der Stadt Werra-Suhl-Tal auf.